# Hymenodiscus membranaceus
Hymenodiscus membranaceus is een zeester uit de familie Brisingidae.
De wetenschappelijke naam van de soort werd, als Brisinga membranacea, in 1889 voor het eerst gepubliceerd door Percy Sladen. De soort werd beschreven aan de hand van zeer weinig materiaal dat in december 1873 tijdens de Challenger-expeditie was verzameld bij de Crozeteilanden van een diepte van 1375 tot 1600 vadem (2515 - 2926 meter). De centrale schijf ontbrak, waardoor ook het aantal armen onbekend bleef. De plaatsing van de soort in een geslacht wordt hierdoor zeer bemoeilijkt, en volgens Mah (World Asteroidea database) is het zeer de vraag of dit materiaal wel als een aparte soort moet worden opgevat. Walter Kenrick Fisher plaatste de soort in 1928 in het geslacht Brisingella, dat naderhand werd gesynonimiseerd met Hymenodiscus.